# チー・ユン
チー・ユン（Chee-Yun、1970年 - ）は、大韓民国・ソウル特別市出身のヴァイオリニスト。本名はキム・チーユン（Kim Chee-Yun、金詩妍、김지연）。
13歳でニューヨークに移住。ジュリアード音楽院に進み、 ドロシー・ディレイ、フェリックス・ガリミールに師事。 1992年にDENON（日本コロムビア）よりアルバム『ヴォカリーズ（Vocalise）』をリリース。ピアノに江口玲を迎え、以来リリースするソナタ・アルバムで共演する。
全米を中心に演奏活動をし、欧州や韓国などでもリサイタル、また各国各種音楽祭にも参加している。1990年に初来日。
現在の使用ヴァイオリンは、1708年製ストラディヴァリウス「Ex-Strauss」。以前は、1669年製「Ruggieri（ルジェーリ）」を使用。

## 略歴
- 6歳でヴァイオリンを始める。
- 8歳でコリアン・タイムズ・コンクールに優勝。
- 13歳でニューヨークに移住。ヤング・ピープルズ・コンサートに招かれニューヨーク・フィルハーモニックと演奏。
- 15歳でソリストとしてニューヨーク・ストリング・オーケストラとカーネギー・ホール、ケネディセンターで演奏。
- 1988年 ジュリアード協奏曲コンクール優勝。
- 1989年 ニューヨーク・デビュー・リサイタル。
- 1990年 大阪・国際花と緑の博覧会にジュリアードから派遣され初来日。
- 1992年 DENONよりアルバム『ヴォカリーズ』でデビュー。
- 1993年 ホワイトハウスに招かれ演奏。
- 2005年 国内盤として9年ぶりのアルバム『R．シュトラウス&ブラームス：ヴァイオリン・ソナタ集』をリリース。

## ディスコグラフィ
- ヴォカリーズ〜ヴァイオリン・ショウ・ピース（エルガー・フォーレ・マスネ・サラサーテ他）　1992年10月
- フランス・ヴァイオリン・ソナタ集（フォーレ・ドビュッシー・サン＝サーンス）　1993年8月
- メンデルスゾーン&ヴュータン：ヴァイオリン協奏曲　1994年8月
- フランク&シマノフスキ：ヴァイオリン･ソナタ集　1995年3月
- ラロ：スペイン交響曲+サン＝サーンス：ヴァイオリン協奏曲第3番　 1996年11月
- Vocalise d’amour（エルガー・フォーレ・マスネ・サラサーテ・メンデルスゾーン他）　2001年5月
- Sentimental Memories（ピアソラ他）　2002年8月（韓国盤）
- Penderecki: Orchestral Works Volume 4　2003年3月
- The Very Best of Chee-Yun（エルガー・フォーレ・サン＝サーンス・ラロ他）　2005年3月
- R．シュトラウス&ブラームス：ヴァイオリン・ソナタ集　 2005年11月
- Beethoven：Piano Concerto No. 3 ・Triple Concerto　2008年1月
- Serenata Notturno（シューベルト・ショパン他）　2008年5月（韓国盤）
- The Very Best of Chee Yun（エルガー・フランク・メンデルスゾーン・ラロ他）　2008年8月（韓国盤）
- Sentimental Memories（ピアソラ他）再発売　2009年2月（韓国盤）